# La Victoria (Teksas)
La Victoria – jednostka osadnicza w Stanach Zjednoczonych, w stanie Teksas, w hrabstwie Starr.